# سر (رواية)

غلاف الترجمة الإنجليزية الورقية للرواية

هيميتسو (باليابانية: 秘密، بالروماجي: Himitsu) (تعني «سر») هي رواية من تأليف الكاتب الياباني كيغو هيغاشينو أصدرها عام 1999م، وفازت بجائزة اليابان لكتاب الغموض. القصة درامية خيالية أسرية، وقد ترجمت إلى الإنجليزية بعنوان ناوكو (بالإنجليزية: Naoko)‏ وهذا العنوان هو لاسم أحد الشخصيات الرئيسية في الرواية.

## نبذة عن القصة
تبدأ القصة بهيسكي سوغيتا رجل في 39 من عمره جاد في عمله الروتيني وحياته كذلك. يسخر هيسكي حياته لزوجته ناوكو وابنته مونامي. في يوم ما تذهب ناوكو ومونامي في رحلة للتزلج الجليدي، إلا أن الحافلة التي كان تقلهم إلى المنطقة المبتغاة تنقلب في جرف فتموت زوجته ناوكو وتؤخذ ناوكي إلى المشفى. بعد فترة من الغيبوبة تصحو مونامي، إلا أن الصدمة تكون حينما تخبر والدها أنها ناوكو (زوجته). لا يصدق هيسكي في البداية، إلا أنه وبعد أن تخبره مونامي بتأريخ عشقه وحبه لناوكو وأشياء أخرى أنى لها أن تعرفها، يتيقن هيسكي أنها ناوكو عقلاً مونامي جسدًا.
يكافح بعدها هيسكي مع ناوكو في مسيرة الحياة وتضطر لأن تشد على نفسها في التعلم كي لا يشك في أمرها، فقد كانت درجات مونامي في المدرسة عالية، وكانت ذكية في الرياضيات. في هذه الأثناء أيضًا يقوم هيسكي بتحر في أمر انقلاب الحافلة وعن عائلة سائق الحافلة المتوفى، ويكتشف كيف أن السائق ضحى بنفسه سعيًا في توفير القوت اللازم لزوجته الحالية ولطليقته السابقة.
تمضي الأيام وتكبر ناوكو حتى يدعوها أحد أصدقائها في المدرسة للخروج في ليلة عيد الميلاد، إلا أن الهواجس تختلط في ذهن هيسكي فيتبعها بعد أن كان يتجسس على الهاتف المنزلي، فيكتشف أمره وتسود العلاقة بينه وبين ناوكو بعد شعورها بأنه لا يثق فيها وكيف أن حياتهم تلفها الغرابة والتعقيد النفسي والاجتماعي خاصة بعد أن اكتشفت جاهز التنصت الذي يستخدمه لمراقبة المكالمات.
بعد مرور فترة ما، يصحو هيسكي وناوكو جالسة في الردهة صباحًا، فيناديها، فترد لها تسأله أين هي. يستغرب هيسكي من الأمر، ثم يعرف أن مونامي عادت إلى جسدها. بعد هذه الحادثة تتناوب ناوكو ومونامي على الجسد بصورة غير مفهمومة، إلأ أن مدة بقاء ناوكو في جسد مونامي يبدأ في النقوص حتى تختفي تمامًا. في نهاية القصة، وبعد أن تكون مونامي تستعد للزواج، يعرف هيسكي أن مونامي لم تعد أبدًا، وأن ناوكو هي من تظاهرت بعودة مونامي لتغلق الباب على الحياة الغريبة التي كانا يعيشانا، فتجاهلت ذاتها وقررت العيش كمونامي حتى نهاية حياتها.

## الشخصيات
- هيسكي سوغيتا

والد مونامي وزوج ناوكو
- ناوكو سوغيتا

والدة مونامي التي ظهرت في جسد ابنتها
- مونامي سوغيتا

ابنة هسيكي وناوكو التي يحوي جسدها ذات ناوكو بعد الحادثة

## وصلات خارجية
- الترجمة الإنجليزية بعنوان «ناوكو» على موقع أمازون (تاريخ الدخول: 10 سبتمبر 2013م)